# Jacoba Wouters
Jacoba Wouters (getauft 8. August 1751 in Den Haag; gestorben 6. Februar 1813 in Amsterdam) war eine niederländische Tänzerin, Sängerin und Schauspielerin.

## Leben
Jacoba Wouters wurde am 8. August 1751 in Den Haag getauft. Sie war die Tochter des Tanzmeisters Willem Wouters (gest. 1768?) und Theresia Allenhoven. Sie hatte mindestens eine jüngere Schwester, Juliana (* 1753), sie muss auch einen Bruder gehabt haben, dessen Taufdaten unbekannt sind. Der Name ihrer Mutter wird in der Heiratsurkunde mit Allenhoven angegeben, jedoch sind für sie weitere Namen wie Uylenhoove, Hullenhooven und Rielemhoven bekannt. Für ihren Vater war es die zweite Ehe.
Sie stand schon als junges Mädchen auf der Bühne. Ihren ersten Auftritt hatte sie im Alter von sieben Jahren am 28. Oktober 1758 und tanzte mit ihrem Bruder mit der Operntruppe von Jacob Toussaint Neyts in einer italienischen und einer „schwäbischen“ Pantomime. Es ist nicht bekannt, ob es ein einmaliger Auftritt war, oder ob sie mit der flämischen Truppe auch reiste. Jakoba trat später wahrscheinlich in der 1763 von Marten Corver gegründeten Truppe auf der Bühne auf, in der ihre Eltern arbeiteten.
Jakoba Wouters verlobte sich am 22. Oktober 1768 in Den Haag mit dem Ballettmeister Gregorius Lamberger (1743–1772), die spätere Ehe soll nicht ohne Probleme gewesen sein, jedoch ist nicht bekannt, welche Probleme es gegeben haben könnte. Jakoba war 18 und Gregorius 22. In Wirklichkeit war sie 15 und er 23. Im Oktober desselben Jahres hatte Lamberger einen Streit mit Corver. Lamberger forderte Wiedergutmachung durch eine notarielle Urkunde und drohte, dass er und seine „Hausfrau“ nicht „am Tatort erscheinen“ würden, bis die Angelegenheit geklärt sei. Es ist fraglich, ob Wouters und Lamberger zu diesem Zeitpunkt tatsächlich bereits verheiratet waren, da eine Hochzeit erst am 22. Oktober 1768 in der Königlichen Spanischen Kapelle in Den Haag mit seinen Eltern als Trauzeugen stattfand.
Jakoba Wouters arbeitete in Corvers Truppe als Solotänzerin und Gregorius Lamberger als Ballettmeister. Ihr erstes Kind, Agnes Jacoba wurde im Mai 1769 in Den Haag getauft. Es folgten zwei Söhne, Jacobus (1770–nach 1813) und Wilhelmus (1772–nach 1813). Im Juni 1772 geriet das Paar in eine große finanzielle Notlage. Sie stellten einen Antrag auf Unterstützung beim Prinzen von Oranien. Dieser sorgte dafür, dass Corvers Theater eine bescheidene finanzielle Unterstützung erhielt. Lamberger war zu der Zeit bereits krank, er starb kurze Zeit später und Jakoba Wouters blieb, keine zwanzig Jahre alt, mit drei kleinen Kindern zurück.
Mitte 1773 wurde in Rotterdam  das Theater von Jan Punt gegründet und Anfang 1774 trat Jakoba Wouters dort mehrmals als Tänzerin auf. Als Schauspielerin debütierte sie in der Rolle der Julia in der Komödie Jonker Windbuil. In Rotterdam machte sie sich vor allem als Interpretin von Transvestitenrollen einen Namen. Sie heiratete am 16. Mai 1778 ihren Kollegen, den Sänger und Schauspieler Dirk Sardet. Ein Jahr später ging sie mit ihrem Mann nach Amsterdam, um dort zu spielen. Dabei beging sie einen Vertragsbruch mit dem Theater in Rotterdam, der durch die Zahlung einer Geldbuße beendet wurde. Sie debütierte an der Stadsschouwburg Amsterdam am 20. Dezember 1779 als Erzengel Raphael in Joost van den Vondels Gijsbrecht und als Roosje im Gesangsstück Die Hochzeit von Kloris und Roosje. Im Januar 1780 erhielt sie einen Vertrag über vier Jahre zu siebenhundert Gulden pro Jahr.
Mit Johanna Cornelia Wattier hatte sie am Amsterdamer Theater eine starke Konkurrentin. Aus dem Schatten von Wattier konnte sie sich nie lösen und verdiente auch etwas weniger als diese, wenn auch mehr als ihr Mann. Eine Zeit lang sah es so aus, als würde sie das Amsterdamer Theater verlassen, als es 1795 zu einem ernsthaften Konflikt zwischen einigen Schauspielern und den neuen Theaterkommissaren kam. Einige wichtige Schauspieler, darunter Wouters und ihr Mann, verließen das Unternehmen. Im folgenden Jahr waren sie jedoch zurück. C.F. Haug schrieb im Jahr 1805 über Wouters: „Sie spielt viele Rollen mit Feuer, Kraft und Würde“, wie Badeloch in Gijsbrecht. Er lobt auch die „Kraft der Sprache und des Ausdrucks“, die sie in ihrer Darstellung komödiantischer Rollen an den Tag legte. Gleichzeitig signalisiert er die Entstehung einer neuen Generation, darunter Anna Maria Snoek, die sie in den Schatten stellt. Ihr 25-jähriges Jubiläum am Amsterdamer Theater feierte sie 1807 mit einer Aufführung der Wachtel in  „De Ortenbergsche Familie“, einem Drama des Schauspielers Caspar Vreedenberg. Ein Abschiedsauftritt von Jakoba Wouters ist nicht bekannt und es ist wahrscheinlich, dass sie noch spielte, bis sie am 6. Februar 1813 im Alter von 61 Jahren starb. Ihre Söhne aus ihrer ersten Ehe veröffentlichten den Nachruf.